# 一礼して、キス
『一礼して、キス』（いちれいして、キス）は、加賀やっこ作の日本の少女漫画。2017年に実写映画版が公開。

## 原作
小学館『ベツコミ』2012年10月号 - 2015年1月号まで連載の少女漫画。

## あらすじ
弓道部部長であった岸本杏（高3）は夏に大会で結果が残さずに、受験に備えて部活を引退することを決意する。次の部長はインハイ2位の実力者三神曜太（高2）。岸本は三神に練習に付き合うように言われ、練習を通じて2人は次第に距離を縮めキスをした。また三神は岸本に大会に出るよう説得。半ば強引に大会に出ることとなった岸本は当初緊張していたが、直前での立ち順変更や三神の射のおかげで緊張が解け、無事大会で結果を収める。
その日、岸本は三神への好意を三神に伝えてようと思っていたが、三神がどこかへ行ってしまい、残った部員たちと引退パーティーを開く。

## 登場人物
岸本杏
三神曜太

## 書籍
原作コミック
フラワーコミックス。
1. 2013年1月25日発売。ISBN 9784091350831
2. 2013年5月24日発売。ISBN 9784091352637
3. 2013年9月26日発売。ISBN 9784091354587
4. 2014年2月26日発売。ISBN 9784091357656
5. 2014年7月25日発売。ISBN 9784091363091
6. 2014年11月26日発売。ISBN 9784091364074
7. 2015年4月24日発売。ISBN 9784091371232

特別編 2017年10月26日発売。ISBN 9784091398079
ノベライズ
- 小学館文庫。2017年10月6日発売。著豊田美加。ISBN 9784094064636
- 小学館ジュニア文庫。2017年10月25日発売。著橋口いくよ。ISBN 9784092311978

## 映画

### キャスト
- 岸本杏 - 池田エライザ[2]
- 三神曜大 - 中尾暢樹[2]
- 由木直潔 - 松尾太陽[2]
- 桑原嵐紫 - 鈴木勝大[2]
- 五十嵐克乙 - 前山剛久[2]
- 安藤理花 - 萩原みのり[2]
- 遠藤章太郎 - 結木滉星[2]
- 小笠原準一 - 金森啓斗
- 奥仲麻琴
- 押田岳
- 牧田哲也
- 吉岡睦雄
- 三谷輝也
- 向井拓海
- 斎藤夕夏
- 福田桃子
- 中村浩太郎
- 植田浩嵩
- 高山範彦
- 夏嶋カーラ
- 中村琉葦
- 山本杏珠
- 白石航平 - 佐藤友祐（lol -エルオーエル-）（特別出演）
- 三神要 - 眞島秀和

### スタッフ
- 原作 - 加賀やっこ「一礼して、キス」（小学館「ベツコミフラワーコミックス」）
- 監督 - 古澤健
- 脚本 - 浅野晋康
- 音楽 - 林祐介
- 主題歌 - lol -エルオーエル-「think of you」（avex trax）
- 製作 - 安井邦好、鶴谷武親、久保雅一
- プロデューサー - 川端基夫、片山武志
- ラインプロデューサー - 坂上也寸志
- 撮影 - 清久素延（J.S.C.）
- 照明 - 浜田研一
- 録音 - 小松崎永行
- 美術 - 寺尾淳
- 助監督 - 高杉考宏
- 衣装 - 眞鍋和子
- メイク - 五十嵐良恵
- 編集 - 張本征治、板倉直美
- 音響効果 - 齋藤昌利
- 音楽プロデューサー - 和田亨
- VFX - 渡邊雅志、小林太郎
- 弓道指導 - 弓馬術礼法小笠原流
- art direction & design - 多田道彦（OHACO INC.）
- photograph - 石黒淳二
- web - 石川和貴（ZENRYOKU）
- 企画協力 - 萩原綾乃、ベツコミ編集部
- 配給 - 東急レクリエーション
- 宣伝 - ブラウニー
- 制作プロダクション - ポリゴンマジック
- 製作 - 「一礼して、キス」製作委員会（日本出版販売、ポリゴンマジック、ワーナー ブラザース ジャパン、小学館）

## ムービーコミック
dTVで2017年9月30日より配信のボイスコミック。

### 声の出演
- 岸本杏 - 荒川美穂
- 三神曜太 - 土岐隼一
- 五十嵐 - 伊藤良幸
- 理花 - 加藤あつこ
- 小泉 - 長野佑紀

### スタッフ
- 原作 - 加賀やっこ
- 総合演出 - 曽根原千秋
- 演出 - 韓京勲
- 音響効果 - 下城義行
- 制作 - TOTSU CG Production

### 主題歌
「think of you」
歌 - lol -エルオーエル-

### 各話リスト
- 第1話 私の高校生活最後の夏が終わりました・・・
- 第2話 三神くんが・・・私を----・・・
- 第3話 先輩・・・俺を信じて
- 第4話 俺を信じて
- 第5話 まだ足りない
- 第6話 俺の憧れのかたまり
- 第7話 帰したくない
- 第8話 息ができない---
- 第9話 先輩からキスしてくれませんか
- 第10話 岸本先輩、三神です
- 第11話 俺のものになってよ
- 第12話 ずっと見ていたい
- 第13話 怖いくらい張りつめる
- 第14話 鋭くて・・・少し怖い・・・
- 第15話 俺のもかんで、もっと強く